# Richard Pankhurst
Richard Pankhurst (Londres, 1927-Adís Abeba, 2017) fue un historiador y economista británico, especializado en el estudio de Etiopía.

## Biografía
Nacido en 1927 en Londres, fue doctor en historia de la economía por la London School of Economics y profesor de la Universidad de Adís Abeba, antes llamada Universidad Haile Selassie I.
Fue autor de diversas obras sobre la historia y la economía etíopes, entre las que se encuentran títulos como An Introduction to the Economic History of Ethiopia from early times to 1800 (1961), State and Land in Ethiopian History (1966), en la que alrededor de dos terceras partes del libro están dedicadas a la Etiopía contemporánea, Economic History of Ethiopia, 1800–1935 (1968), History of Ethiopian Towns from the Middle Ages to the Early Nineteenth Century (1982) o The Ethiopian Borderlands: Essays in Regional History from Ancient Times to the End of the 18th Century (1997), entre otras.
Hijo de la sufragista, activista antifascista y anticolonialista Sylvia Pankhurst, escribió una biografía de su madre titulada Sylvia Pankhurst, Counsel for Ethiopia (2003).
Falleció el 16 de febrero de 2017 en Adís Abeba.